# グスターフ・フサーク

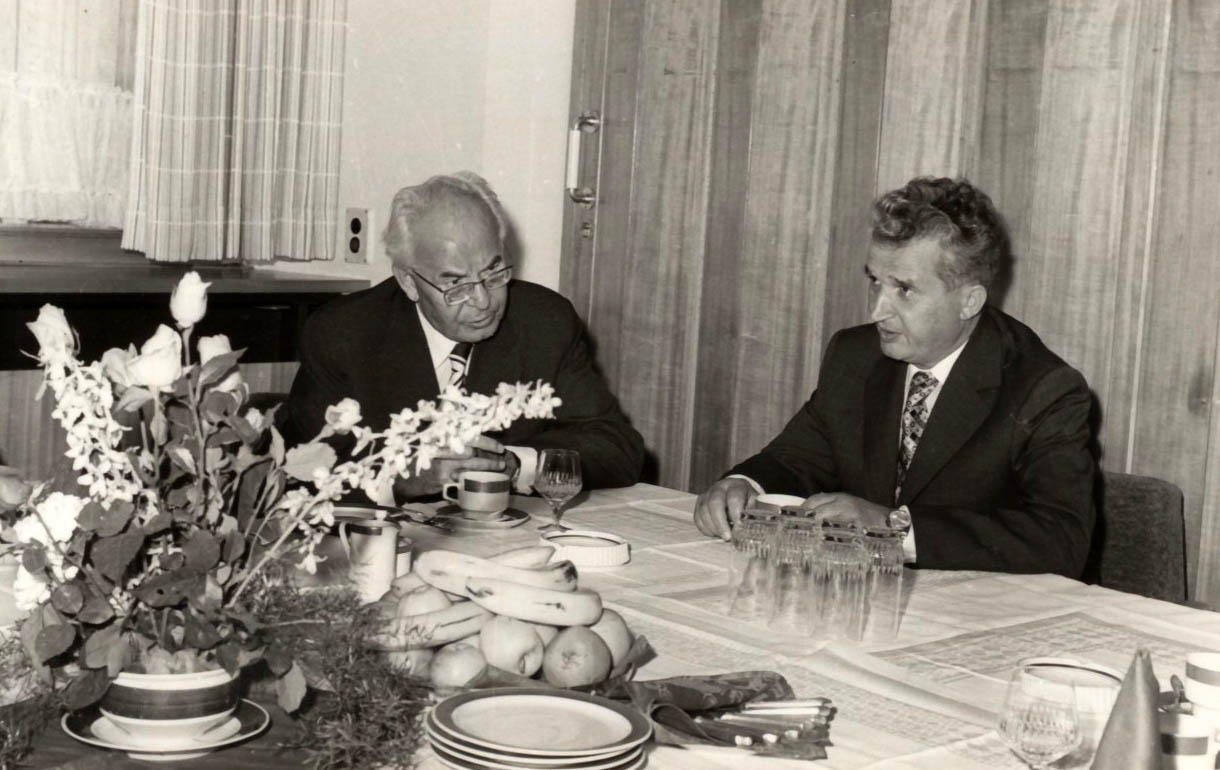
ルーマニアのチャウシェスク大統領（右）と（1976）

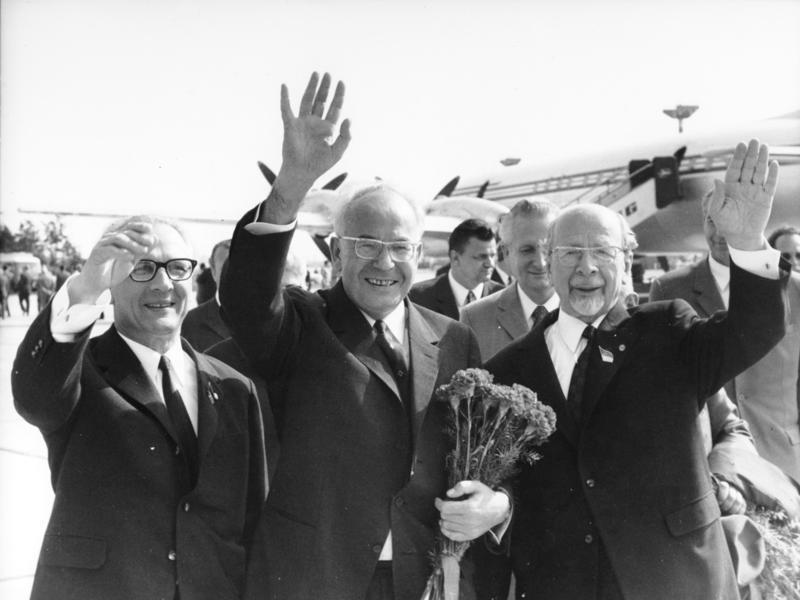
東独訪問の時、ベルリン空港でホーネッカーSED第一書記（左）、ウルブリヒト国家評議会議長（右）に挟まれたフサーク（1971年）

グスターフ・フサーク（スロバキア語: Gustáv Husák, [ˈɡustaːw ˈɦusaːk], 1913年1月10日 - 1991年11月18日）は、チェコスロバキア共産党第一書記（1969年～1987年）、大統領（1975年～1989年）。

## 来歴・人物
1933年、スロバキア共産党に入党。
第二次世界大戦中の1944年、ナチス・ドイツおよびその傀儡国家であったヨゼフ・ティソが統治する独立スロヴァキアに対するスロバキア国民蜂起に参加。
戦後、スロバキア共産党の指導者として、1948年の共産党体制成立に貢献するが、チトー主義者、シオニスト、民族主義者に対する粛清が猛威を振るった1950年代に「ブルジョワ民族主義」を理由に終身刑を宣告される。1963年名誉回復措置により、釈放。
1968年の、いわゆる「プラハの春」の時期に政界に復帰し、4月に成立したオルドジフ・チェルニーク内閣で連邦化問題を担当する副首相となるなど、改革派の一人とみられていた。しかし、8月の軍事介入後、次第に改革派から距離を置き、ソ連の信頼を勝ち取り、1969年4月、アレクサンジェル・ドゥプチェクに代わって、党第一書記に就任。改革勢力や反体制派に対する弾圧を強め、「正常化」路線を進める。
1980年代後半、ミハイル・ゴルバチョフの登場によって国内でも改革を求める気運が高まる中、第一書記の地位をミロシュ・ヤケシュに譲り、批判を和らげようとするが、1989年11月のビロード革命後に大統領を辞任、翌年には党を除名された。
2年後の1991年11月18日に死去（78歳）。